# Artbat
Artbat ist ein ukrainisches DJ- und Musikproduzenten-Duo aus Kiew, bestehend aus Artur Kryvenko und Vitalii „Batish“ Limarenko. Sie produzieren Musik in verschiedenen Techno- und House-Variationen.

## Karriere
Die Karriere von Artbat begann im Jahr 2014, als Kryvenko und Limarenko, beide bereits erfahrene DJs, sich in einem ukrainischen Club kennenlernten. Nachdem sie schnell musikalische Gemeinsamkeiten erkannten, begannen sie gemeinsam Musik zu produzieren. Nur drei Monate später hatten sie mit dem Track Mandrake ihren Durchbruch. Sie erhielten dabei große Unterstützung vom britischen DJ Richie Hawtin, der den Track ein Jahr lang in jedem seiner Sets spielte.
2017 wurde ihr Track Uplift im Rahmen einer Kompilation auf Solomuns Label Diynamic veröffentlicht, es folgten weitere EPs und Tracks auf dem Label. Ihr 2018 veröffentlichter Track Tabu erreichte die Spitzenposition der Deep-House-Charts auf der Musikplattform Beatport und konnte sich dort elf Wochen lang halten. 2019 gewannen sie einen DJ Award in der Kategorie Breakthrough. Im selben Jahr wurden sie zum meistverkauften Künstler auf Beatport. 2021 gründeten sie ihr eigenes Label mit dem Namen Upperground. Mittlerweile legen sie bei Festivals weltweit auf, unter anderem bei Tomorrowland oder Awakenings.

## Diskografie (Auswahl)

### EPs
- 2017: Trip
- 2018: Planeta
- 2019: Upperground

### Singles
- 2015: Mandrake
- 2015: Walking (mit YanQ)
- 2016: Saltation (mit Definition)
- 2016: Chivvy / Momentum
- 2016: Zing
- 2016: Inside (mit Definition)
- 2017: Strap (feat. Haptic)
- 2017: Tabu
- 2018: Papillon
- 2019: Apollo 11 (mit Matador)
- 2019: Montserrat / Closer (mit WhoMadeWho)
- 2019: Aquarius
- 2020: For a Feeling (feat. Rhodes) (mit CamelPhat)
- 2020: Best of Me (mit Sailor & I)
- 2021: Flame
- 2021: Horizon
- 2022: Age of Love (ARTBAT Rave Mix) (mit Pete Tong)
- 2022: Our Space (mit Dino Lenny)
- 2022: Origin (mit Shall Ocin & Braev)
- 2022: It's ours (mit David Guetta & Idris Elba)
- 2022: Tibet (mit Argy & Zafrir)
- 2023: Dreamcatcher (mit Fred Lenix)
- 2023: Breathe In (mit Another Life)

## Auszeichnungen
DJ Awards
- 2019: Breakthrough

Faze Magazin Jahrespoll
- 2022: Bester Internationaler DJ